# St. Peter und Paul (Wissembourg)

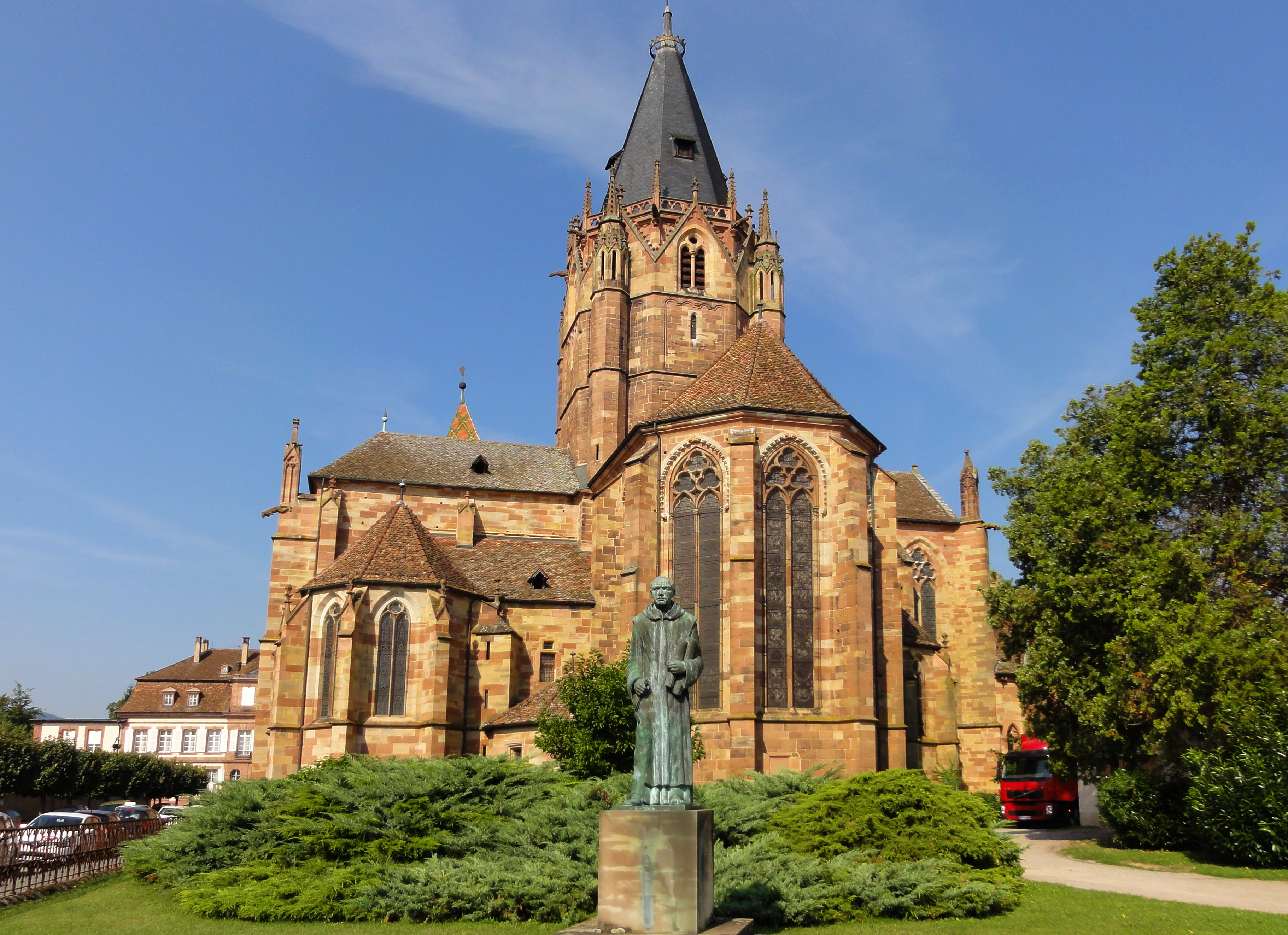
Außenansicht von Osten

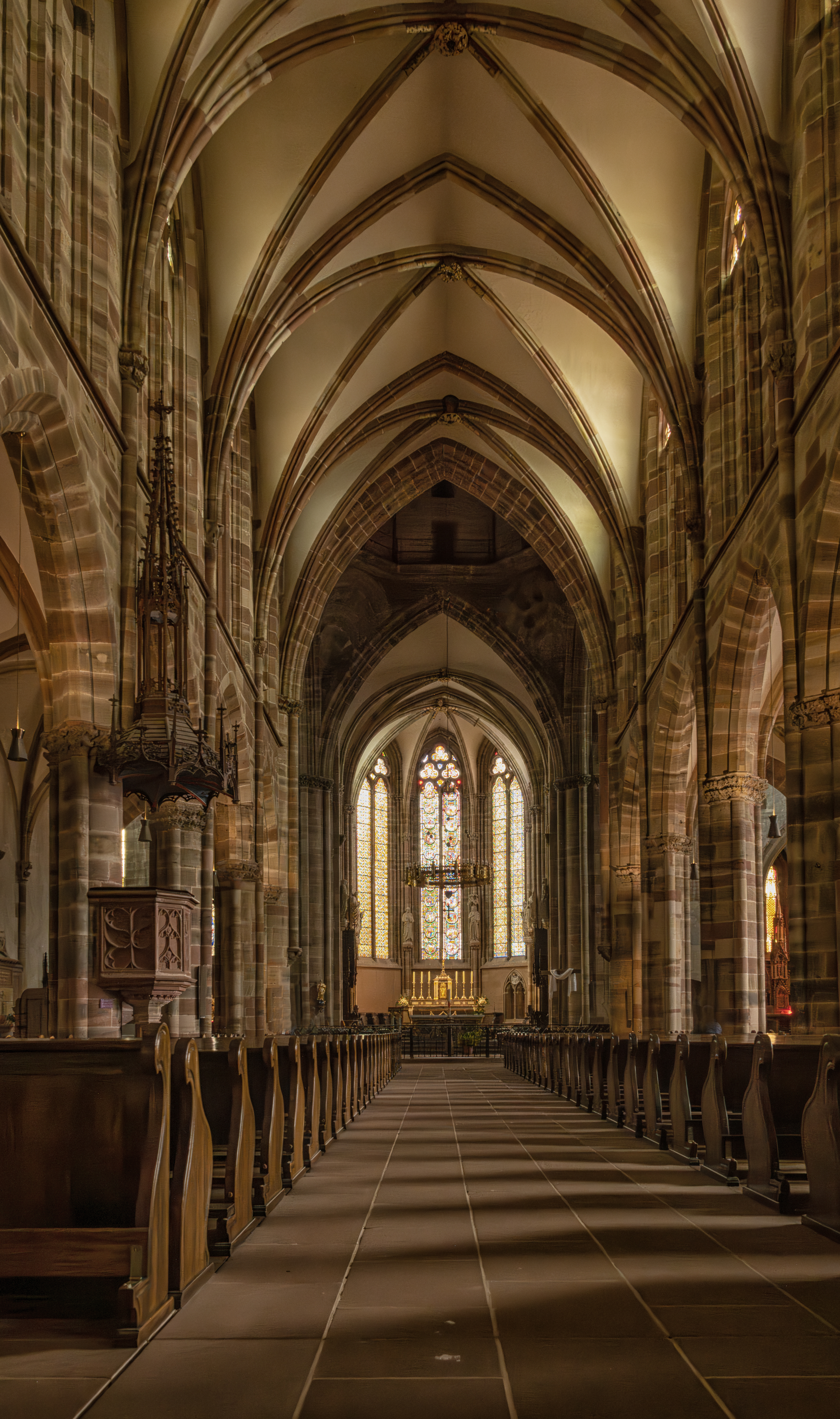
Blick durch das Mittelschiff in den Chor nach Osten

Die Kirche St. Peter und Paul (französisch Saints-Pierre-et-Paul) ist die zentrale Kirche von Weißenburg im nördlichen Elsass und dient heute als römisch-katholische Pfarrkirche. Sie ist seit 1930 ein Monument historique.

## Patrozinium
Die Kirche scheint ursprünglich nur das Patrozinium des Heiligen Petrus getragen zu haben, während das Kloster Weißenburg unter dem Patrozinium von Petrus und Paulus stand. Wiederum abweichend davon war das Patrozinium des Hochaltars, der den Heiligen Sergius und Bachus geweiht war. Deren Reliquien waren durch Erzbischof Otgar von Mainz, der von 839 bis 847 in Personalunion auch Abt des Klosters Weißenburg war, dorthin gebracht. Darüber hinaus lassen sich zwölf weitere Altäre in der Kirche feststellen, eine Zahl, die über die lange Zeit, in der die Kirche besteht, sicher nicht immer gleich blieb.

## Geschichte

### Vorgängerbauten
Die Kirche wurde für das Kloster Weißenburg errichtet, ein im 7. Jahrhundert gegründetes Benediktinerkloster und später eine Fürstabtei. Es kann davon ausgegangen werden, dass 1033 und 1074 bezeugte Kirchenweihen – letztere betraf einen romanischen Neubau, der der heutigen Kirche voranging – nicht das erste Kirchengebäude am Ort betraf. Von den Vorgängerbauten ist wenig bekannt. Von der romanischen Anlage sind einige Bauteile erhalten. Dazu zählen
- der außerhalb der Symmetrieachse positionierte Glockenturm, der eine Bauinschrift von 1075 trägt, die sich auch auf den Abt „Samuel“ bezieht.[Anm. 1]
- die Fensterrose in der Stirnwand des nördlichen Querschiffs. Die Verglasung stammt aus der Zeit um 1190 und zeigt eine thronende Muttergottes, auf ihrem linken Oberschenkel sitzt das Kind, das in der linken Hand ein Buch hält, die rechte segnend erhoben hat und eine umlaufende Inschrift.[Anm. 2][10] Diese Scheibe zählt zu den ältesten erhaltenen Buntglasfenstern des Elsass’.[11]
- die nördlich der Kirche am Kreuzgang gelegene romanische Kapelle.

### Gotische Kirche
Das heutige, vorwiegend gotische Kirchengebäude wurde zum größten Teil Ende des 13. Jahrhunderts in der Amtszeit des Abtes Edelin gebaut. Die Hauptweihe fand 1289 statt.

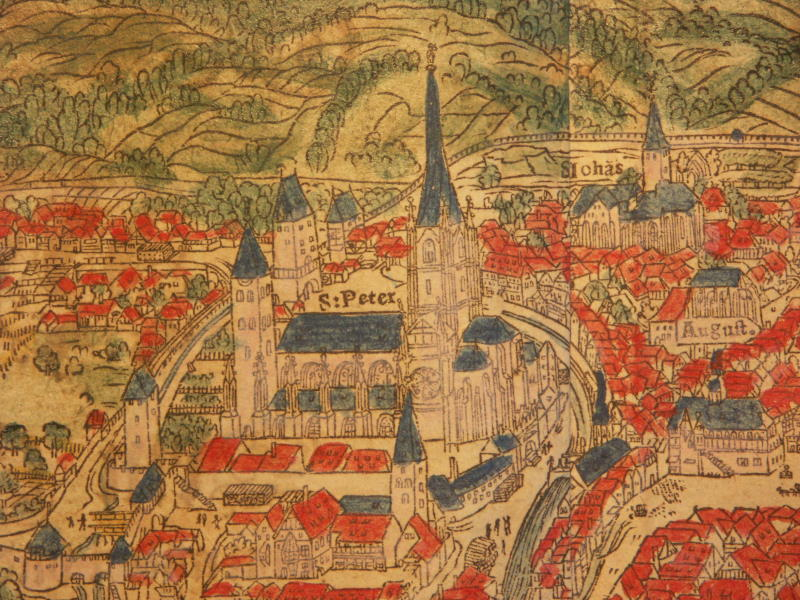
St. Peter und Paul 1544, Cosmographia Sebastian Münster

Dieses Benediktinerkloster wurde 1524 aufgegeben und in ein Kollegiatstift umgewandelt.
Während der Französischen Revolution und auch später noch wurde die Ausstattung der Kirche beschädigt und zum Teil zerstört, das Gebäude vorübergehend säkularisiert. Mit dem napoleonischen Konkordat von 1801 wurde die Kirche zur Pfarrkirche von Weißenburg. Seit dieser Zeit fanden mehrere Restaurierungen statt, aber noch 1806/07 wurden der historische Hochaltar und 1811 der Lettner abgebrochen. Weitere Verluste sind das gotische Sakramentshaus, das bis ins Chorgewölbe hinauf reichte, und das ebenfalls gotische Hochgrab der heiligen Irmina.

## Kirchengebäude

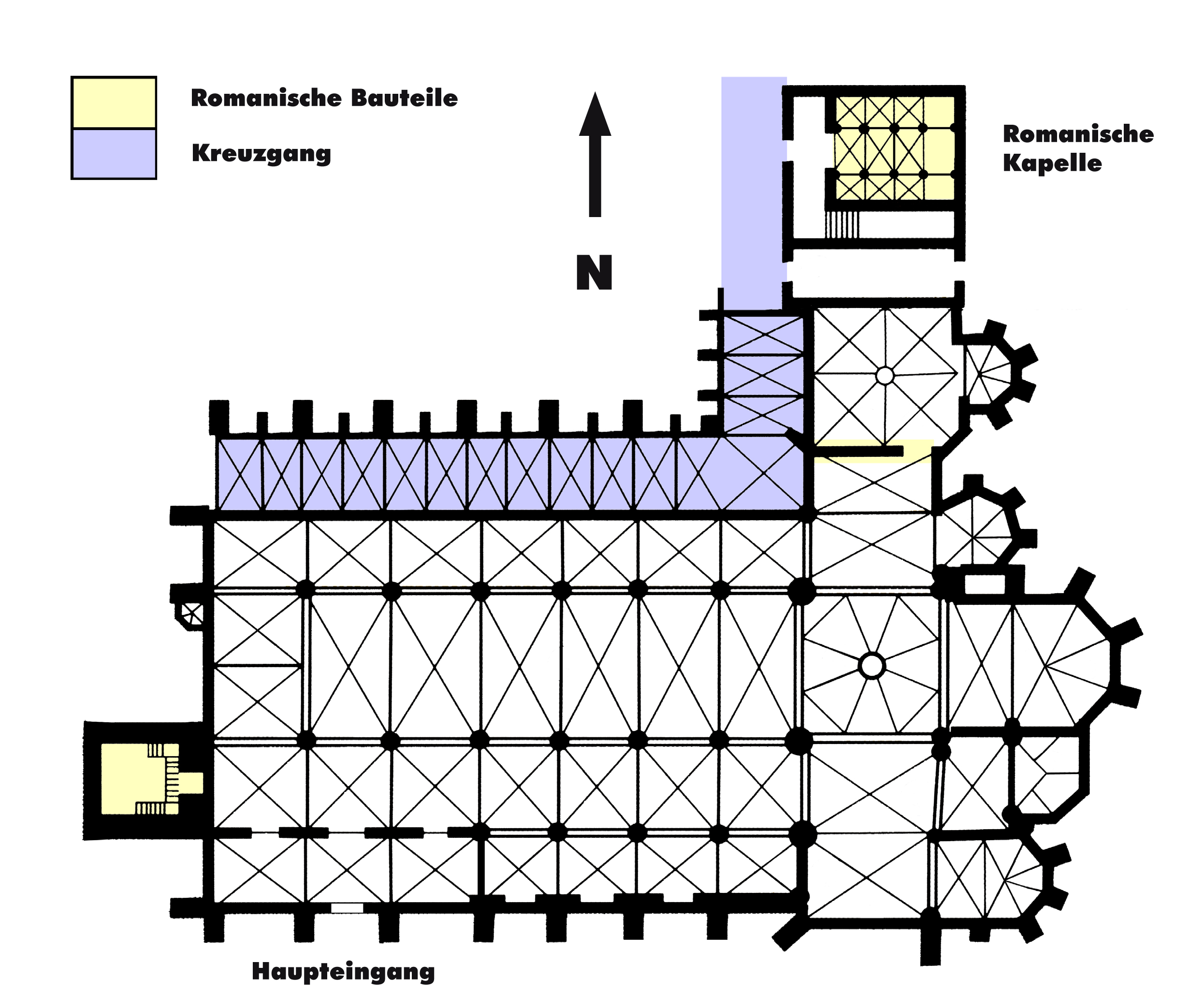
Grundriss

### Grundriss
Die Kirche ist eine vierschiffige Basilika mit sieben Jochen. Nördlich des Mittelschiffes gibt es ein, südlich zwei Seitenschiffe. Vom südlichen Seitenschiff sind drei Joche abgetrennt und bilden eine Vorhalle, die dem Haupteingang dient, der sich im Seitenschiff nach Süden öffnet. Der dem Mittelschiff vorgelagerte Chor hat einen Fünfachtelschluss. Schaut man vom Hof vor dem Kreuzgang auf das Kirchenschiff, sieht man, dass das östliche Joch etwas kürzer ist als die übrigen sechs. Es ist nicht sicher, ob es sich um einen Konstruktionsfehler handelt oder ob die Asymmetrie absichtlich eingebaut wurde, um den Teufel aus der Kirche zu vertreiben.

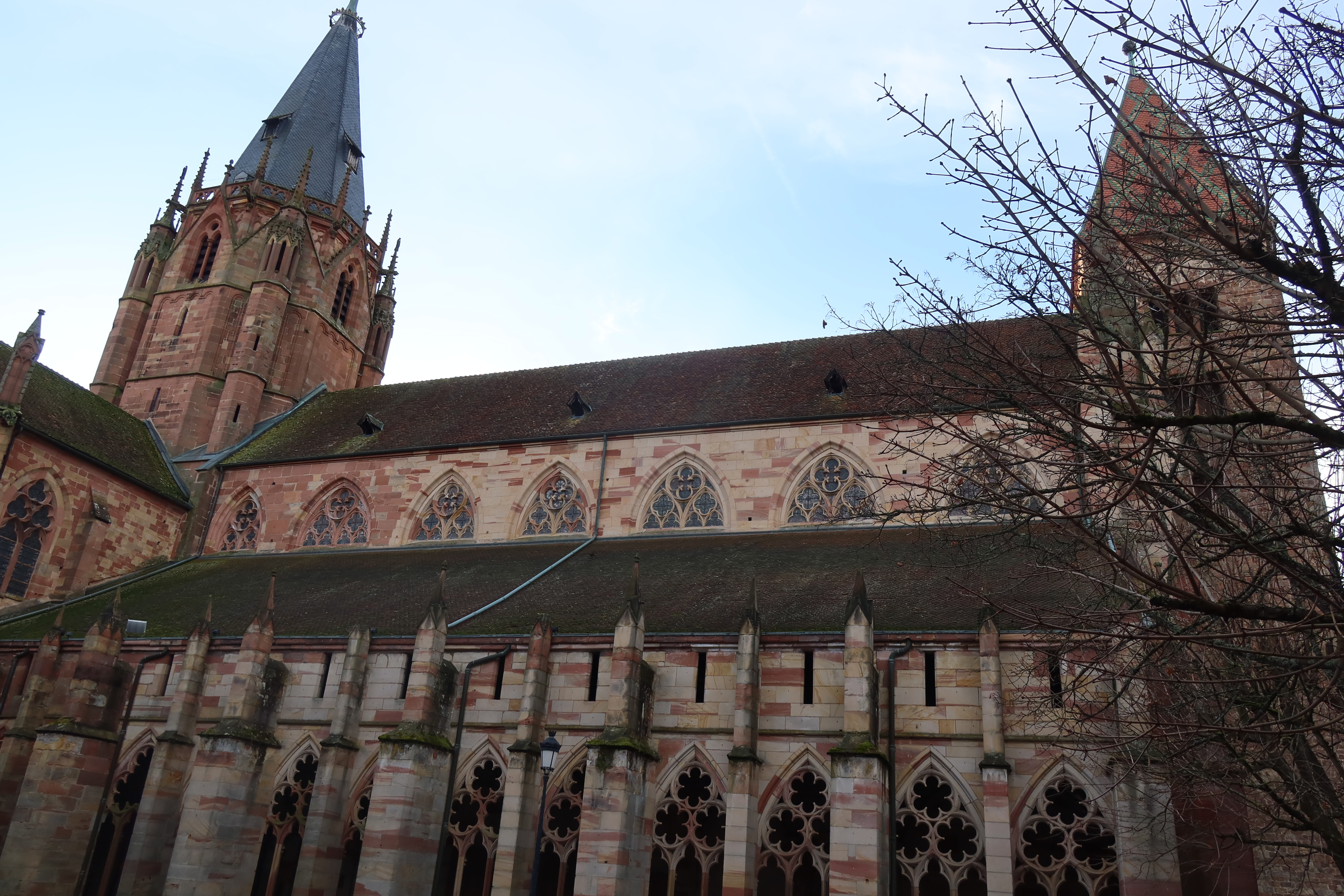
St. Peter und Paul (Weißenburg) – Kirchenschiff mit kurzem Joch

### Äußeres
Das Dach des Vierungsturms stammt aus der Zeit nach einem Brand 1883, der dessen barocke Haube zerstörte.

### Inneres

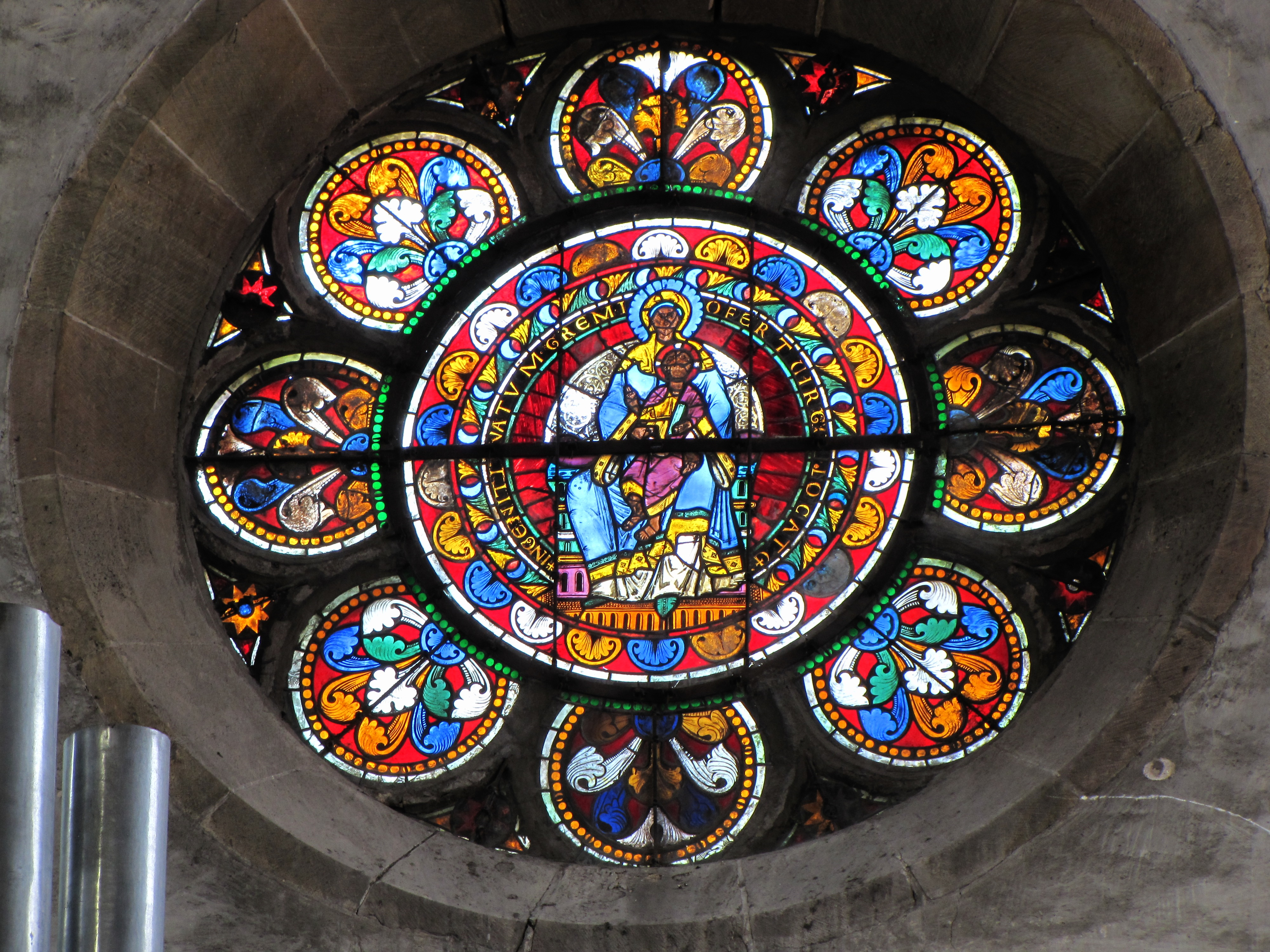
Romanische Fensterrose im nördlichen Querschiff

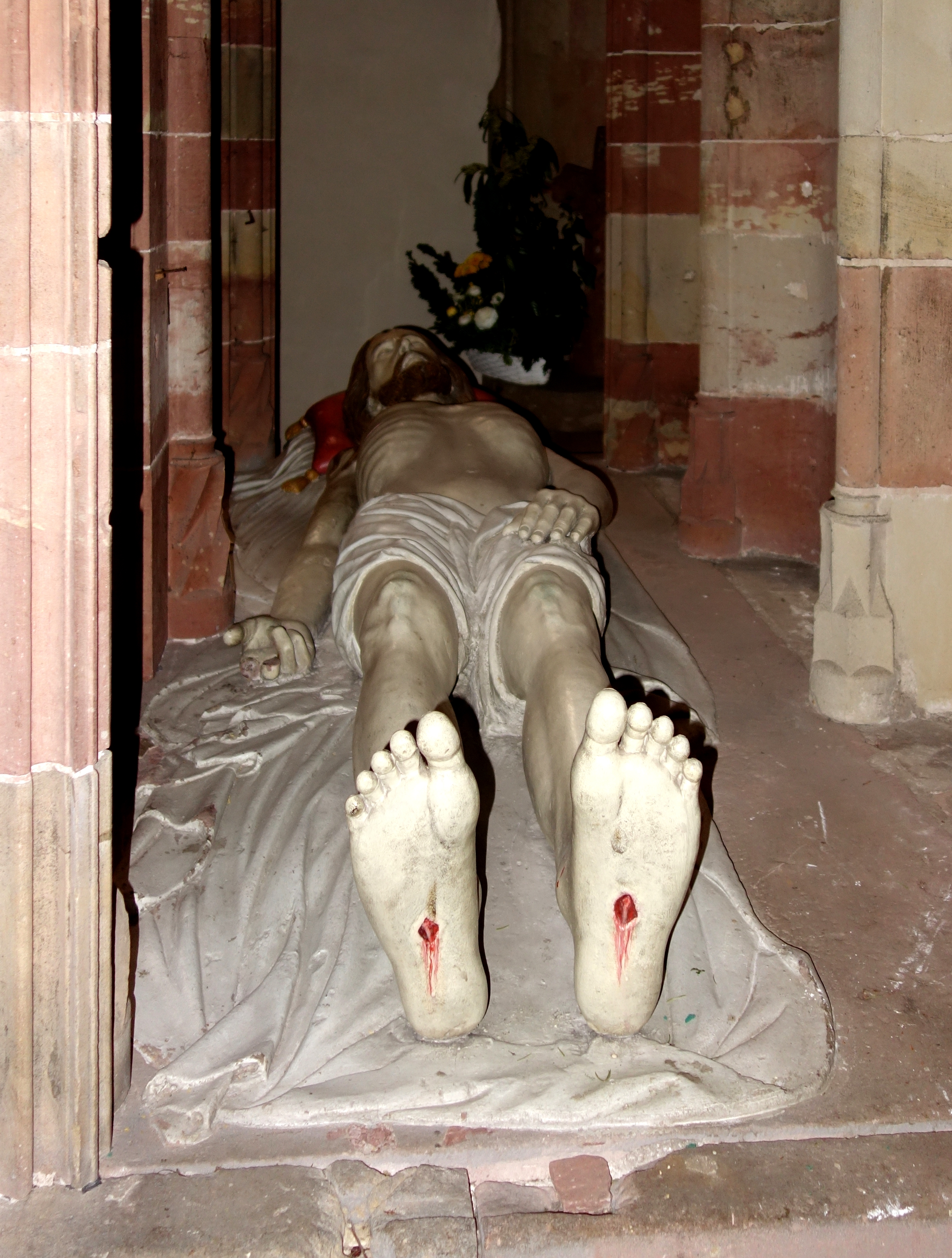
Heiliges Grab

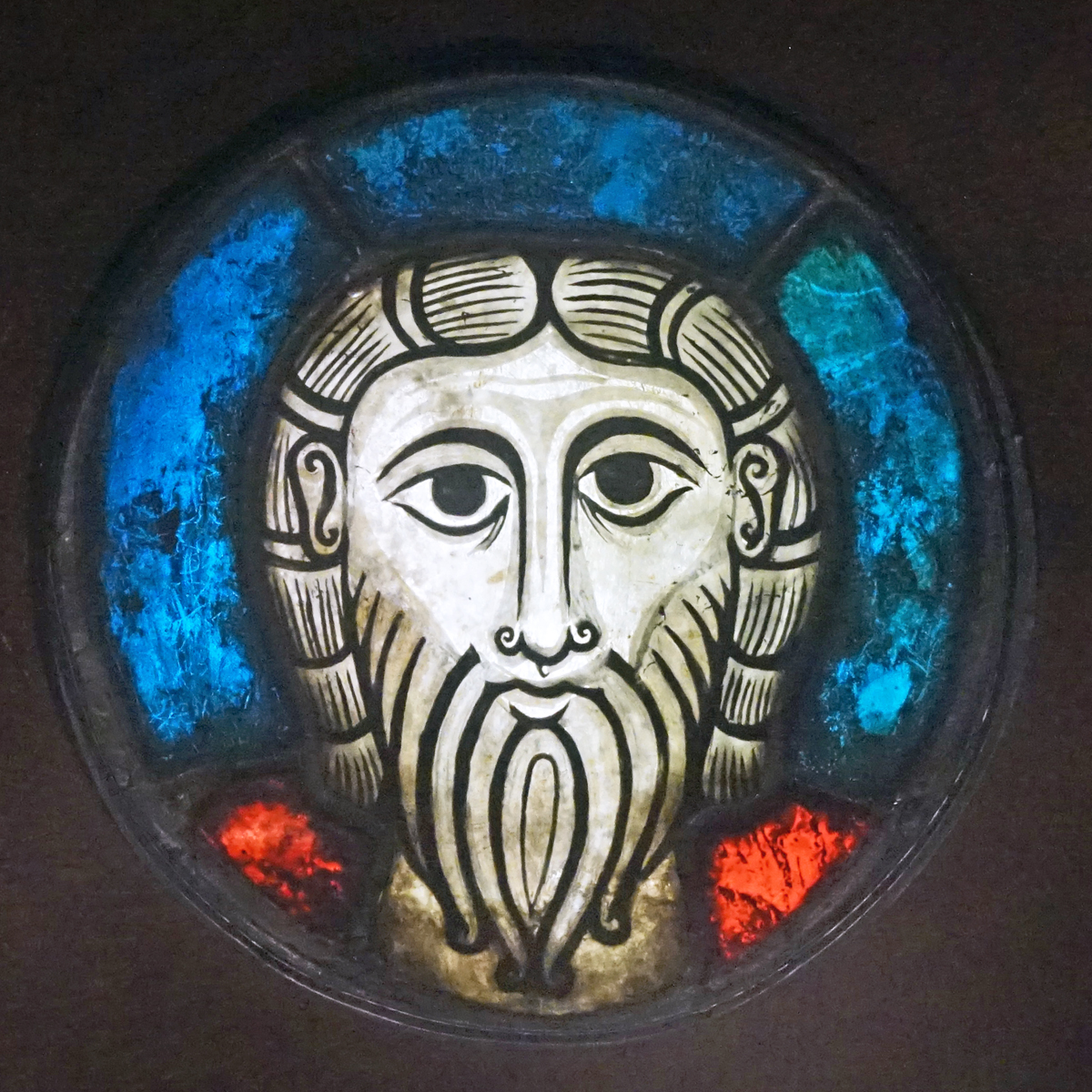
„Christus von Weißenburg“ im Musée de l’Œuvre Notre-Dame

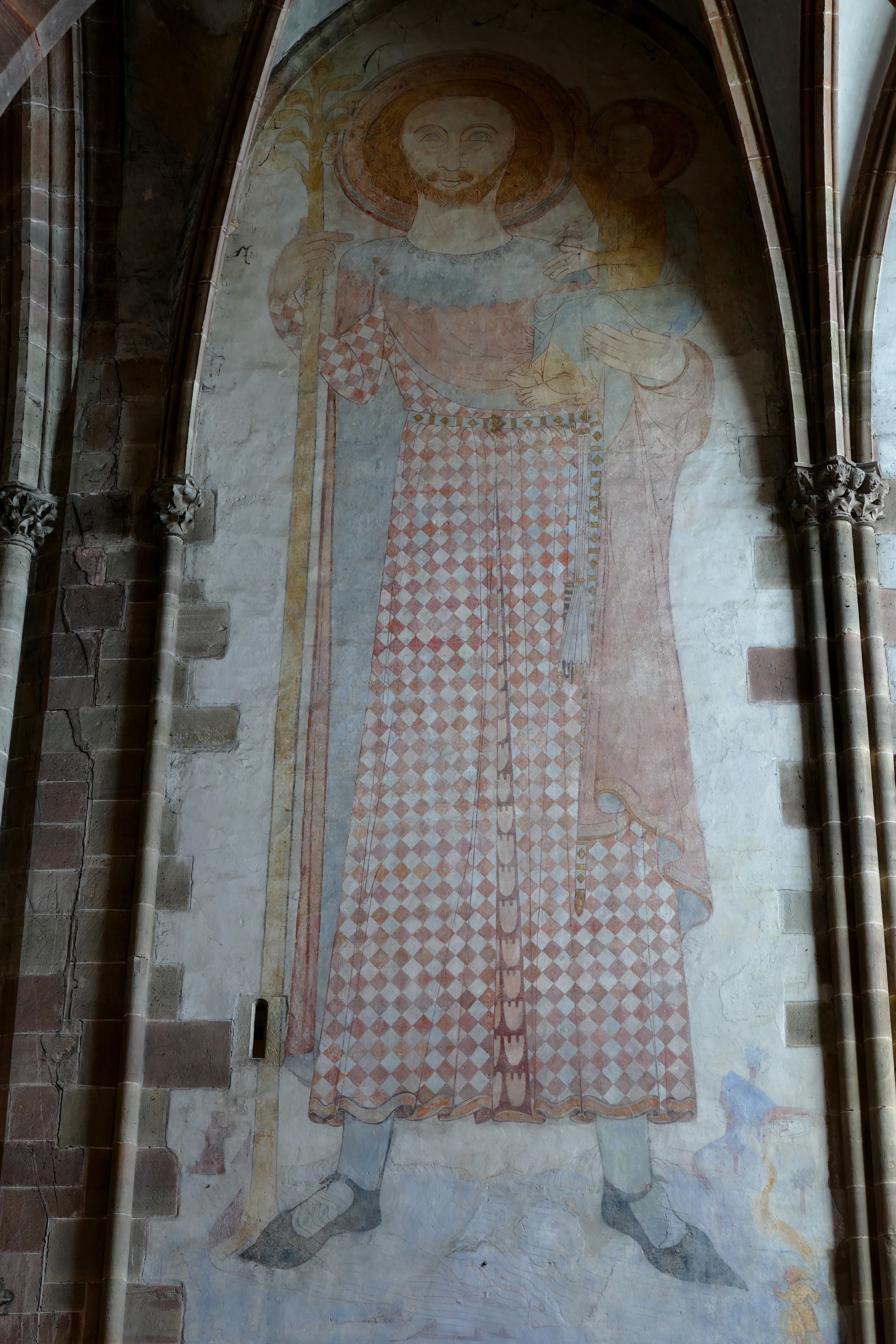
Christopherus-Fresko

#### Architektur
Die Verglasung des Chors stammt aus dem 13. und 14. Jahrhundert.
Die Wände des Querhauses sind an beiden Enden durch Fensterrosen gestaltet: Im Norden mit der schon erwähnten aus romanischer Zeit, die eine thronende Mutter Gottes zeigt, im Süden eine gotische Fensterrose, die am Ende des 13. Jahrhunderts eingesetzt wurde.

#### Ausstattung
Im Innern sind bemerkenswert:
- Ein Fresko des heiligen Christophorus aus dem 14. Jahrhundert, mit 11,50 m Höhe die größte derartige Darstellung in Frankreich, ist an der Ostwand des südlichen Querschiffes zu sehen. 1967 wurde es wieder komplett freigelegt.[22]
- Weitere Fresken aus dem 14. Jahrhundert befinden sich im Querschiff.[23]
- Ein Heiliges Grab stammt aus der Zeit vom Ende des 15. Jahrhunderts und steht in südlichen Seitenschiff. Dem Werk im Stil der Spätgotik fehlt aber ein Teil der figürlichen Ausstattung, die Christusfigur ist ein späterer Ersatz. Das Werk wird im Umfeld von Anton Pilgram verortet.[24]

##### Radleuchter
Abt „Samuel“ stiftete 1070 einen Radleuchter mit einem Durchmesser von sechs Metern. Er bestand aus fünf übereinander liegenden Radkränzen, deren unterer und äußerer mit einer Reihe von Türmen und Toren dekoriert war: Der Leuchter symbolisierte das Himmlische Jerusalem. 1539 gestattete Kaiser Karl V. die Aufnahme des Radleuchters in das Wappen des Klosters. Er fiel 1793 den Zerstörungen der Französischen Revolution zum Opfer. Im 19. Jahrhundert wurde eine maßstäblich verkleinerte, hölzerne Kopie gefertigt, die sich heute im Museum von Weißenburg befindet.

##### Christus von Weißenburg
Der Christus von Weißenburg ist eine leicht ovale Buntglasscheibe aus einem Stück mit einem Durchmesser von etwa 25 cm. Sie zeigt das Porträt eines bärtigen Mannes vor tiefblauem Hintergrund. Die Scheibe stammt aus der romanischen Kirche von Weißenburg, wurde um 1070 geschaffen und befindet sich seit 1922 im Musée de l’Œuvre Notre-Dame in Straßburg. Die Scheibe gilt als eine der ältesten mit figürlicher Malerei in Europa.

##### Orgel

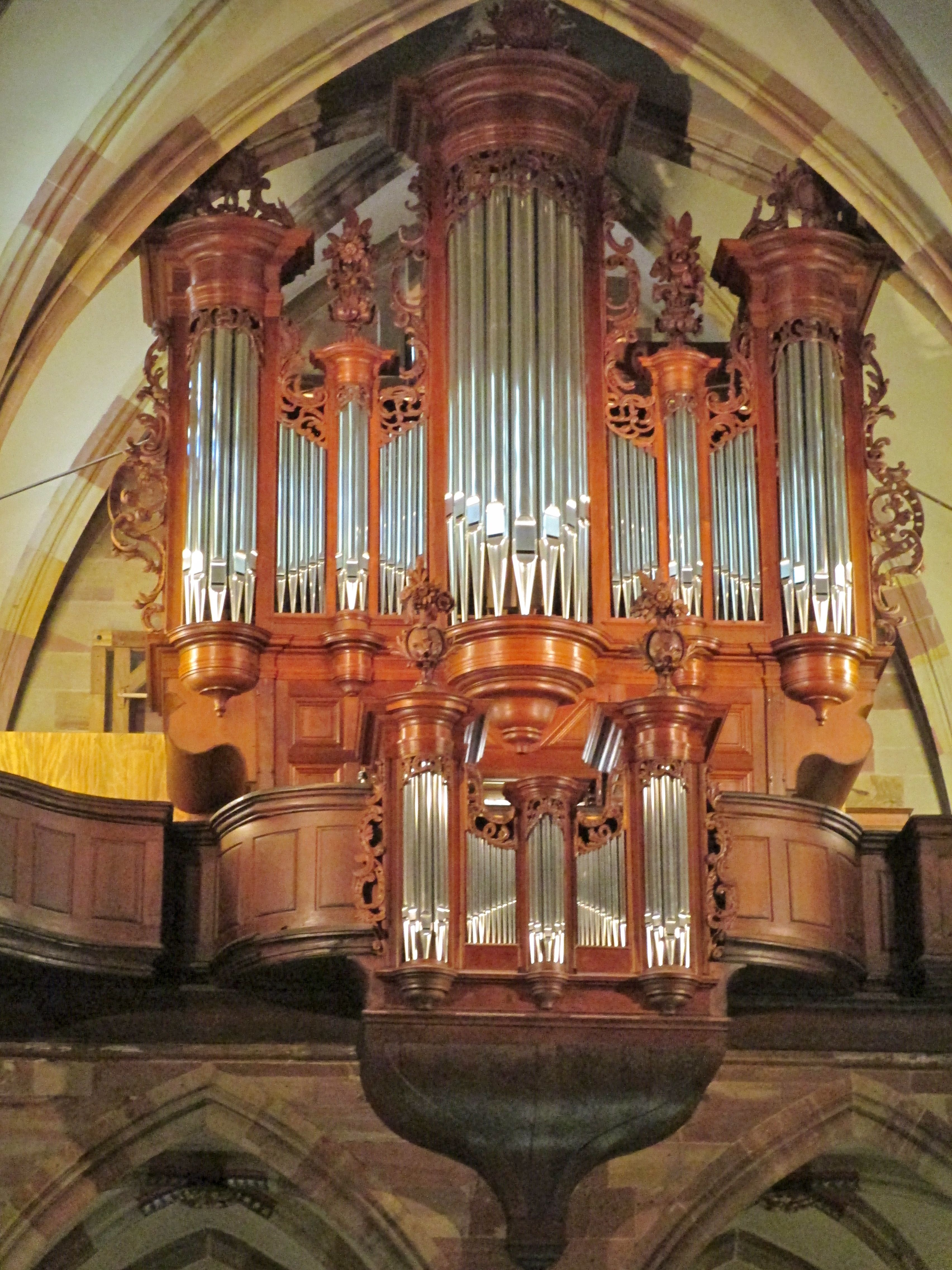
Orgel von Louis Dubois aus dem Jahr 1766

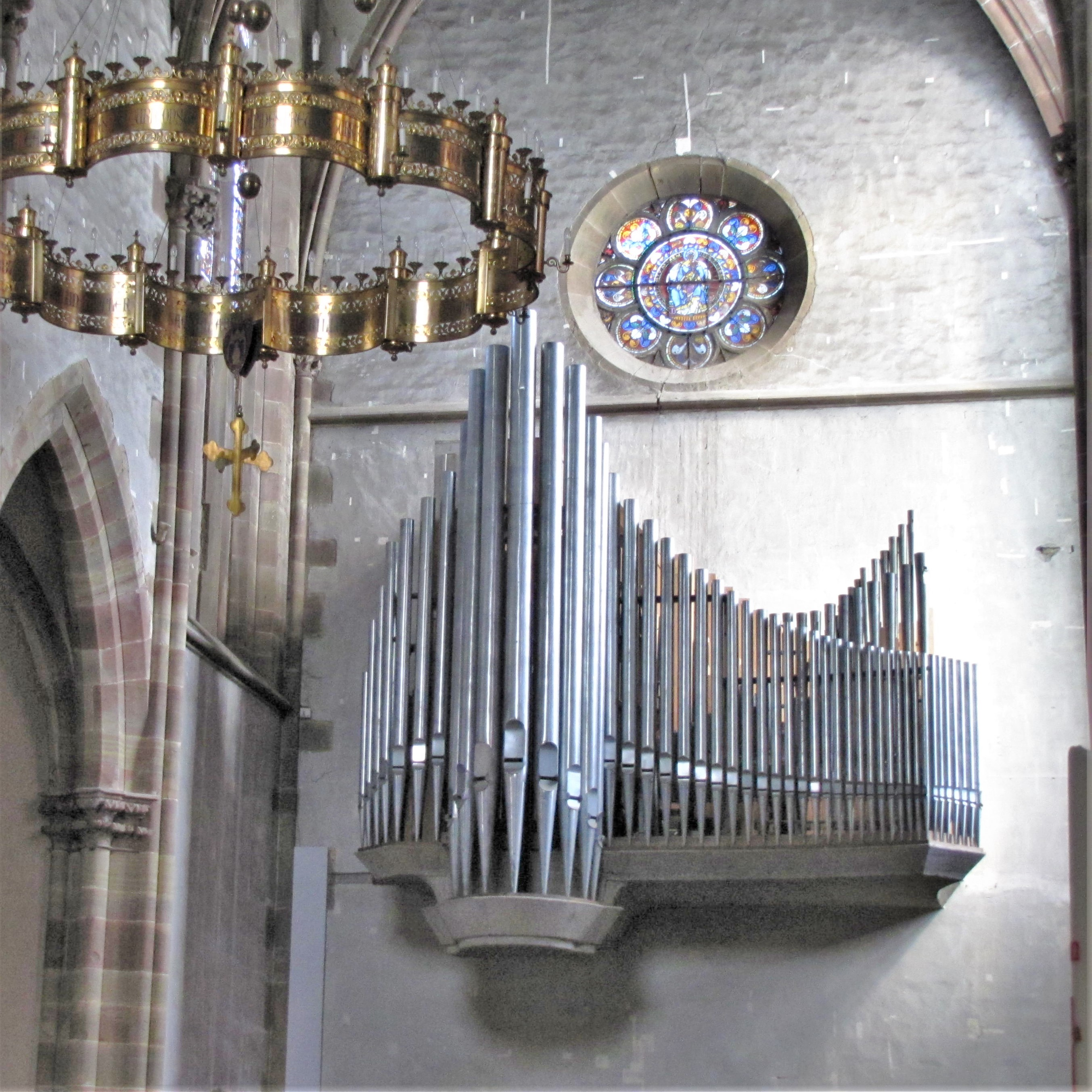
Blick auf die Roethinger-Orgel

Die Kirche weist eine weitestgehend in den ursprünglichen Zustand zurückversetzte Orgel aus dem Jahre 1766 des Orgelbauers Louis Dubois auf. Sie ist mir 39 Registern auf drei Manualen eine der größten im Elsass und besitzt ein prachtvolles Barockgehäuse. Das Instrument wurde 2010 bis 2012 durch Daniel und Gaston Kern restauriert. Sie ist in ungleichstufiger Stimmung drei Halbtöne tiefer als üblich gestimmt und verfügt über „französische Klangfarben“.
| I Positif de Dos C–c3 |        |
| Flutte                | 8′     |
| Bourdon               | 8′     |
| Montre                | 4′     |
| Flutte                | 4′     |
| Nasard                | 2 ⁄3′  |
| Doublette             | 2′     |
| Tierce                | 1 3⁄5′ |
| Larigot               | 1 ⁄3′  |
| Fourniture III        |        |
| Cromhorne B+D         | 8′     |

| II Grand Jeu C–c3 |        |
| Flutte            | 16′    |
| Bourdon           | 16′    |
| Montre            | 8′     |
| Bourdon           | 8′     |
| Prestant          | 4′     |
| Flutte            | 4′     |
| Nasard            | 2 ⁄3′  |
| Doublette         | 2′     |
| Tierce            | 1 3⁄5′ |
| Cornet V D        |        |
| Fourniture III    |        |
| Cymbale III       |        |
| Basson B+D        | 16′    |
| Trompette B+D     | 8′     |
| Voix humaine B+D  | 8′     |
| Clairon B+D       | 4′     |

| III Echo c1–c3 |        |
| Bourdon        | 8′     |
| Prestant       | 4′     |
| Nasard         | 2 ⁄3′  |
| Doublette      | 2′     |
| Tierce         | 1 3⁄5′ |
| Trompette      | 8′     |
| Voix humaine   | 8′     |

| Pédale C–c1 |     |
| Flutte      | 16′ |
| Flutte      | 8′  |
| Flutte      | 4′  |
| Bombarde    | 16′ |
| Trompette   | 8′  |
| Clairon     | 4′  |

Im südlichen Querhaus befindet sich zudem eine Orgel aus dem Hause Roethinger mit einem für die damalige Zeit (1953) repräsentativ modernen und inzwischen ebenfalls historischen Prospekt.

##### Glocken
Das Geläut stammt heute überwiegend aus dem 20. Jahrhundert.
| Nr. | Name                  | Gussjahr | Gewicht (kg) | Tonlage | Turm         |
| --- | --------------------- | -------- | ------------ | ------- | ------------ |
| 1   | Christ Visage de Dieu | 1994     | 2326         | c1      | Glockenturm  |
| 2   | Notre-Dame            | 1466     | 1700         | d1      | Glockenturm  |
| 3   | Saint Michel          | 1923     | 960          | f1      | Glockenturm  |
| 4   | Sainte Irmine         | 1994     | 664          | g1      | Glockenturm  |
| 5   | Saint Étienne         | 1923     | 550          | a1      | Glockenturm  |
| 6   | Saint Pirmin          | 1994     | 300          | c2      | Glockenturm  |
| 7   | Taufglocke            | 1746     | o. A.        | f2      | Vierungsturm |

## Nebengebäude

### Kreuzgang

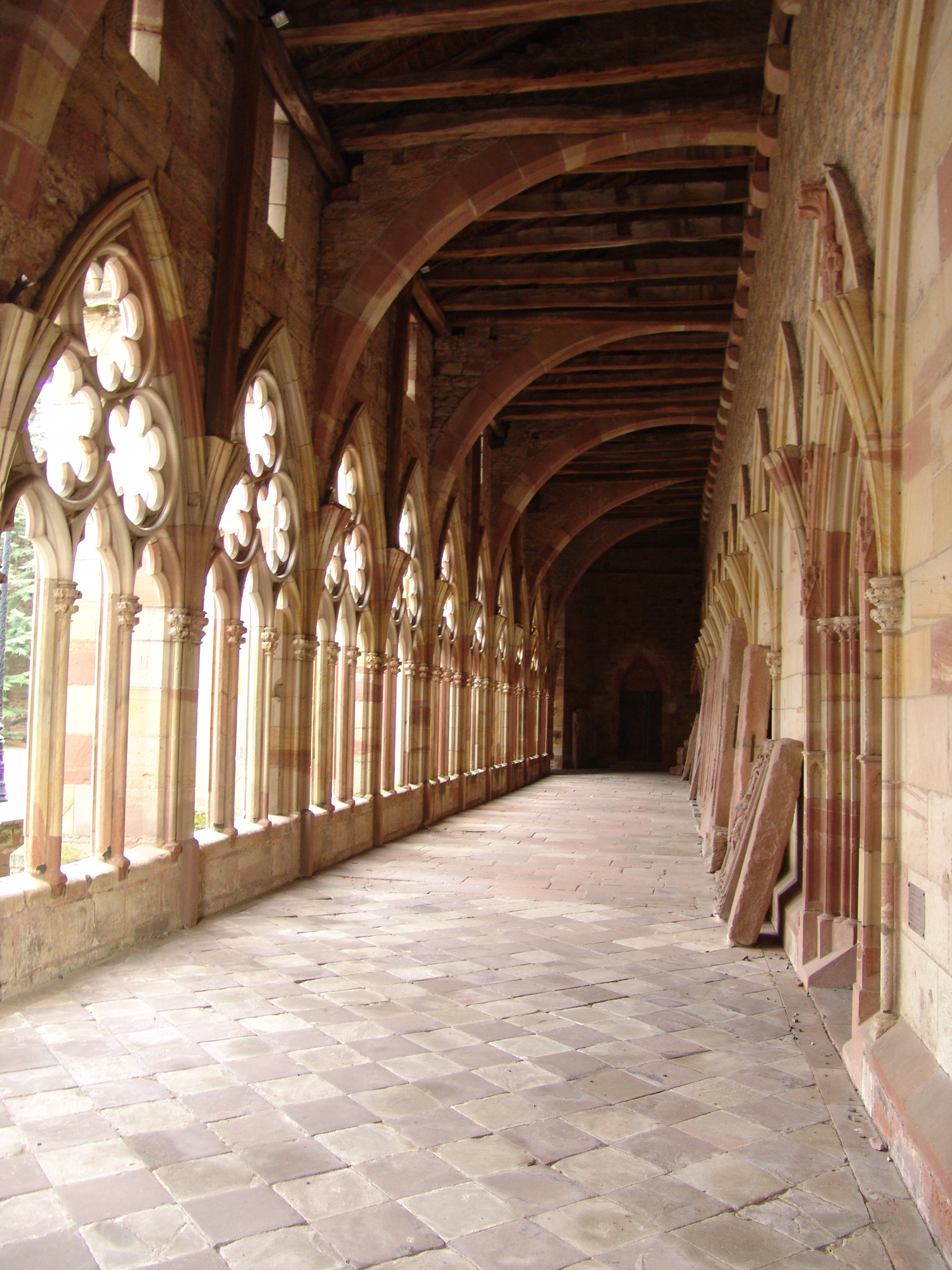
Kreuzgang

An der Nordseite der Kirche ist das Fragment eines unvollendeten hochgotischen Kreuzgangs vom Anfang des 14. Jahrhunderts erhalten geblieben. Lediglich dessen südlicher, an die Kirche angrenzender Flügel und ein Teil des Ostflügels stehen heute. Die Strebepfeiler der Kirche reichen über das Bauwerk hinweg und leiten den Druck des Gebäudes auf die Außenpfeiler des Kreuzgangs ab. Da der Kreuzgang unvollendet blieb und deshalb auch nicht eingewölbt wurde, ist diese Konstruktion auch für heutige Besucher offen sichtbar. Bedeutend ist das Maßwerk der Kreuzgangfenster.
Im Kreuzgang befinden sich viele Grabsteine, u. a. die Grabplatten der historisch bedeutsamen Äbte Johann von Veldenz († 1434), Philipp Schenk von Erbach († 1467) und Jakob von Bruck († 1472), sowie die des königlichen Präfekten Johann Jakob Menweeg († 1697), Stifter der römisch-katholischen Pfarrei Schweigen (Pfalz) und Sarkophage aus dem 10./11. Jahrhundert.

### Romanische Kapelle

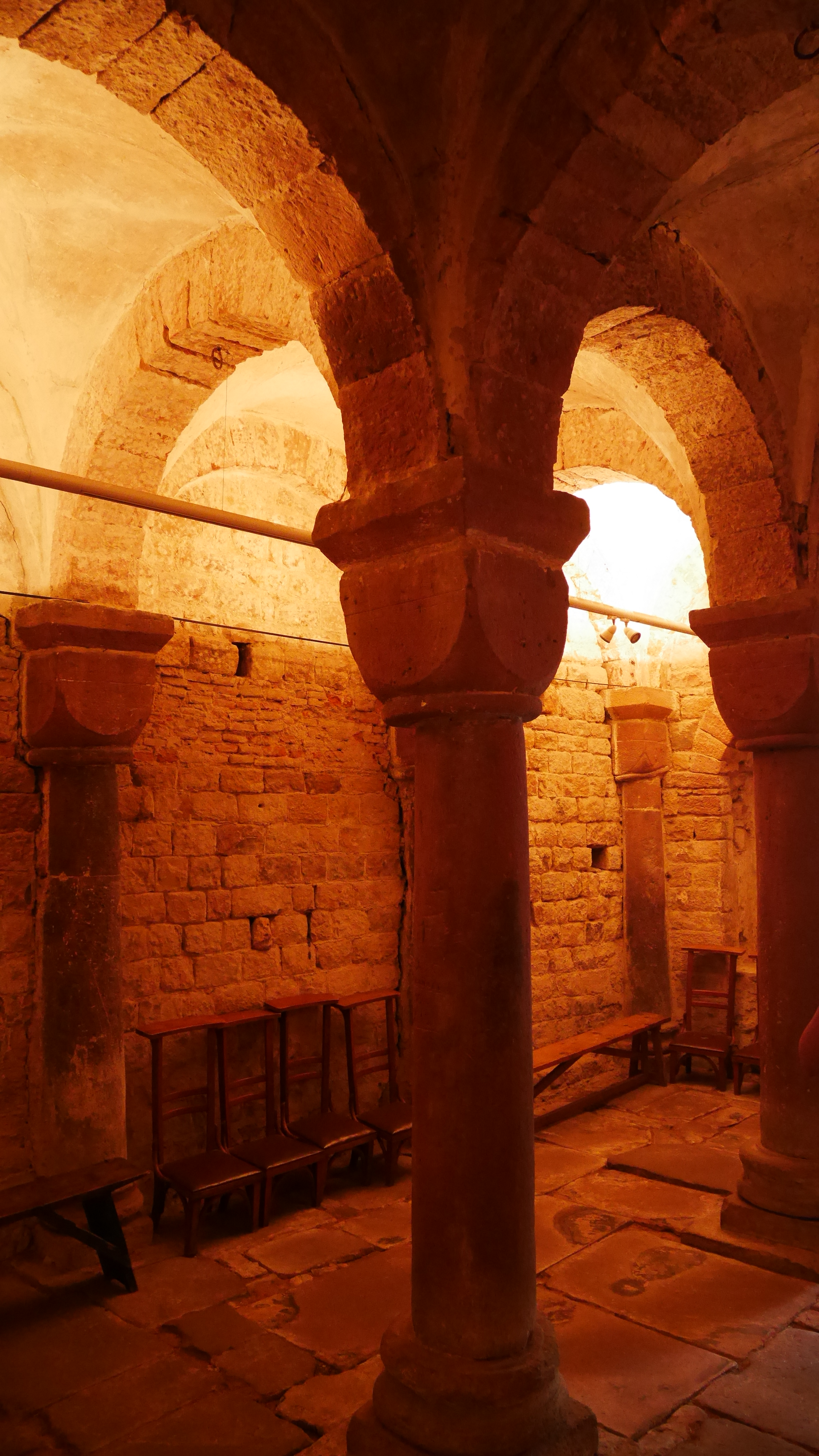
Kapitelle mit Hirsauer Nase in der Romanischen Kapelle

Die romanische Kapelle liegt vor dem Ostflügel des Kreuzgangs. Sie stammt aus der Zeit um 1060 und war vermutlich ursprünglich der Kapitelsaal der romanischen Anlage.

### Kapitelsaal
Der gotische Kapitelsaal schließt ebenfalls an den Ostflügel des Kreuzgangs an und liegt nördliche des Querhauses. Seinen fast quadratischen Grundriss nehmen 2×2 Gewölbe ein. Der Raum wird heute als Sakristei für die Kirche verwendet.